# العباس بن عبد العظيم
أبو الفضل العبَّاس بن عبد العظيم بن إسماعيل بن توبة العنبري (توفي 246هـ / 860م) هو مُحدِّث ثقة مأمون من البصرة في العصر العبَّاسي. يُعد من شيوخ الإمامين مسلم بن الحجاج وأبي داود. قدم بغداد وجالس كبار علمائها.

## طلبه للعلم وشيوخه
نشأ أبو الفضل العنبري في البصرة، وسمع الحديث من كبار محدثيها وعلمائها، ومنهم:
- يحيى القطان
- عبد الرحمن بن مهدي
- معاذ بن هشام
- النضر بن محمد الجُرَشي (ورد في النص النصر، وهو تصحيف)
- صفوان بن عيسى
- عبد الرزاق الصنعاني

قدم العباس بغداد، وجالس فيها كبار الأئمة وذاكرهم بالعلم، ومنهم أحمد بن حنبل، أبو عبيد القاسم بن سلام، وبشر الحافي.

## تلاميذه وروايته
أخذ عنه الحديث عدد كبير من الأئمة والحفاظ، ومن أبرزهم:
- أبو حاتم الرازي
- مسلم بن الحجاج (روى له في صحيحه)
- أبو داود السجستاني (روى له في سننه)

وسمع منه في بغداد:
- أبو بكر الأثرم
- وآخرون.

## مكانته وثناء العلماء عليه
حظي العباس بن عبد العظيم العنبري بتقدير كبير لدى علماء الحديث، ووصفوه بالثقة والأمانة والرجاحة:
- قال عنه النسائي: «العباس بن عبد العظيم العنبري ثقة مأمون».[2]
- نُقل عن معاوية بن عبد الكريم الزيادي أنه قال: «أدركت البصرة والناس يقولون: ما بالبصرة أعقل من أبي الوليد [الطيالسي]، وبعده أبو بكر بن خلاد. ويقولون: أعقل أهل البصرة بعد أبي بكر عباس بن عبد العظيم».[2]
- يُروى أن بشر الحافي كره كلامًا نقله العباس عن الحسن بن يحيى بن يمان بأن الله يستحيي أن يعذب ذا شيبة.[2]

## وفاته
اختلف في سنة وفاته فقد نقل حنبل بن إسحاق أنه توفي سنة 236هـ أو 237هـ. ولكن القول المعتمد هو ما نقله البخاري وأبو داود وغيرهما أنه توفي سنة 246هـ / 860 أو 861م.

### فهرس المنشورات
1. 1 2 3 4 5  البغدادي (2001)، ج. 14، ص. 20.
2. 1 2 3 4  البغدادي (2001)، ج. 14، ص. 21.

### معلومات المنشورات كاملة
الكتب مرتبة حسب تاريخ النشر
- الخطيب البغدادي (2001)، تاريخ بغداد، تحقيق: بشار عواد معروف (ط. 1)، بيروت: دار الغرب الإسلامي، OCLC:49659164، QID:Q114815356